# Viajo porque Preciso, Volto porque Te Amo
Viajo Porque Preciso, Volto Porque Te Amo é um filme brasileiro de drama de 2009. Marcelo Gomes (Cinema, Aspirina e Urubus) e Karim Aïnouz (O Céu de Suely) montam o road-movie que acompanha uma jornada tanto física quanto emocional, a partir de sobras de filmagens anteriores, num relato poético no qual o protagonista nunca se faz presente na tela, apenas narra os eventos em voice-over. As cenas são registradas na Bahia, Sergipe, Ceará, Alagoas, Paraíba e Pernambuco, nos anos de 1999 e 2009.|

## Sinopse
José Renato (Irandhir Santos), geólogo, 35 anos, foi enviado para realizar uma pesquisa de campo durante a qual terá que atravessar o sertão nordestino - região semi desértica, situada no Nordeste do Brasil. A missão de sua pesquisa é avaliar o possível percurso de um canal que será construído, desviando as águas do único rio caudaloso da região. Durante a viagem, percebe-se que há algo comum entre o protagonista José Renato e os lugares por onde ele passa. Desde o vazio a uma sensação de abandono, de isolamento. Ele decide seguir viagem, na esperança que a travessia transforme seus sentimentos.

## Produção
Os diretores Marcelo Gomes (cineasta) e Karim Aïnouz, anos atrás, estavam fazendo um documentário on the road, visitando espaços e gentes. No entanto, o projeto transformou-se num enredo de ficção, sobre o personagem José Renato, um geólogo que cruza diversas áreas do sertão a fim de analisar as condições para a construção de um canal que atravessará o território semi-árido nordestino.
O filme é feito com as imagens capturadas pelos cineastas, algumas fotografias de quartos de hotel, lugares e pessoas. Durante todo o longa-metragem, o protagonista aparece em 1ª pessoa, apenas com sua voz, contando sua vida pessoal e também a trajetória na viagem.A fotografia do filme mescla imagens de duas câmeras 16mm (Bolex), uma câmera super-8, uma mini-DV VX1000 (Sony) e uma câmera tcheca (Minockner).
A produção filma em diversos lugares para retratar o longo caminho de José Renato, através do percurso feito pelo caminhão e permite a transição de paisagens. Para dar sentido, a voz do protagonista narra todos os acontecimentos e pensamentos. Se a voz de José Renato (Irandhir Santos) é um item ficcional, as imagens, pelo contrário, não são itens ficcionais.

### Apoio cultural
Prefeitura Municipal do Juazeiro do Norte-CE
Prefeitura Municipal De Campina Grande-PB
Prefeitura Municipal De Caruaru-PE
Prefeitura Municipal De Petrolina-PE
CHESF- Cood. Especial De relações Institucionais 

### Trilha sonora
1. [5] Morango do Nordeste - Autores: Walter de Afogados e Fernando Alves / Intérprete: Laírton dos Teclados
2. Dois - Autores: Michael Sullivan e Paulo Ricardo / Intérprete: Laírton dos Teclados
3. Sonhos - Autor: Peninha / Intérprete: Peninha
4. Forró na Gafieira - Autores: Rosil Cavalcanti / Intérprete: Biliu de Campina
5. Esta Cidade é uma selva sem você - Autores: Bartô Galeno e Hilton José / Intérprete: Bartô Galeno
6. O Último Desejo - Autor: Noel Rosa / Intérprete: Irandhir Santos e Severino Grilo
7. Un Chant D`Amour - Autor: Simon Fisher Turner / Intérprete: Simon Fisher Turner
8. Échame A Mi La Culpa - Autor: José Ángel Espinoza Ferrusquilla / Intérprete: Eugenia León
9. Seu Zé - Autor: Pierre Leite / Intérprete: Chambaril
10. Sertão de Acrílico - Autores: Carlos Montenegro, Claudio N e Pierre Leite / Intérprete: Chambaril
11. Vou me casar - Autor: Carlos Montenegro / Intérprete: Chambaril
12. Lugar Tanquilo - Autor: Carlos Montenegro / Intérprete: Chambaril
13. Postcard - Autor: Carlos Montenegro / Intérprete: Chambaril
14. Niege - Autor: Pierre Leite / Intérprete: Chambaril
15. Postdream - Autor: Carlos Montenegro / Intérprete: Chambaril
16. Rock Farofa - Autor: Carlos Montenegro / Intérprete: Chambaril
17. Barulho - Autores: Carlos Montenegro, Claudio N e Pierre Leite / Intérprete: Chambaril
18. Feira Campeã - Autor: Carlos Montenegro, Caludio N e Pierre Leite / Intérprete: Chambaril
19. Tenho Que Sair - Autor: Pierre Leite / Intérprete: Chambaril

## Elenco
- Irandhir Santos - José Renato

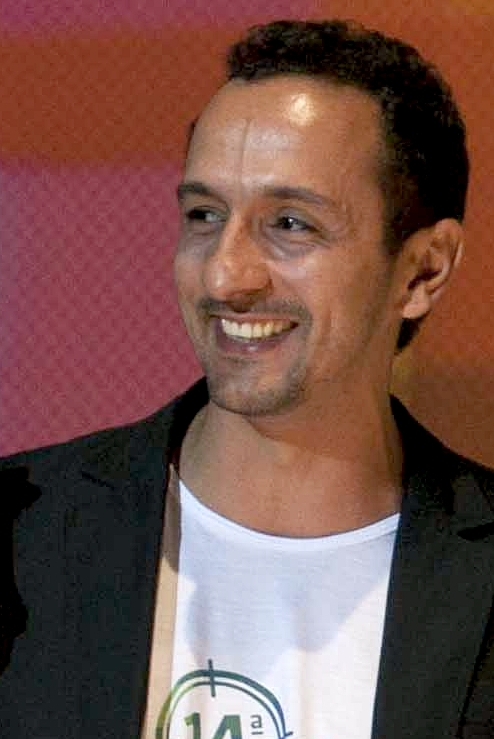
Irandhir Santos

## Lançamento
Viajo Porque Preciso, Volto Porque Te Amo estreou no Festival de Veneza em 4 de setembro de 2009. No brasil, o longa-metragem estreou em 7 de maio de 2010.

## Repercussão

### Recepção da crítica
O longa-metragem, em geral, recebeu opiniões positivas dos críticos em virtude de sua linguagem diferenciada.
O autor Paulo Santos Lima, do site Revista Cinética, analisa o ponto de vista das pessoas que aparecem no filme através de fotos, pelo fato de que o áudio pode alterar completamente o sentido da fotografia: "É um princípio que ultrapassa Kuleshov, na medida que nem é a montagem, mas sim uma voz, quem dá sentido e conduz a leitura dessas imagens – imagens de pessoas sem poder sobre o que será feito com sua imagem."
No site Interrogação, a autora Emanuela Santos ressalta a importância da montagem por diferentes tipos de câmeras: "Essa mistura resulta numa bonita colagem e visões sensoriais intensas a quem assiste. Viajo por que preciso, volto por que te amo é simples de concepções técnicas, porém se mostra carregado de uma narrativa intensa. Um filme para ser lido, ou uma leitura para ser vista." Assim como a autora Emanuela Santos, no site Omelete, a autora Erica Borgo também destaca a trilha sonora: "Karen Harley faz um trabalho brilhante de montagem, reunindo registros em super-8, 16 mm e digital numa concisão narrativa que emociona, movida pela trilha sonora de Chambaril e a voz de Irandhir, que apesar de invisível está presente o tempo todo."
Quanto ao entendimento do filme, Joba Tridente, do blog Claque ou Claquete, diz que tudo depende da perspectiva do olhar: "Viajo porque preciso, volto porque te amo é uma viagem sensorial inesquecível, ao âmago de um homem apaixonado por uma mulher e pelo seu trabalho. Uma obra que desperta sentimentos controversos, ao provocar o olhar do comum. Pela simplicidade poética. Pela poesia musical do simples. Pelo excesso do vazio. (...) O filme, na verdade, só acontece com a conivência do espectador que embarca na viagem proposta, disposto a aceitar a legenda do narrador, no encadeamento do texto-imagem, mesmo que possa sugerir outra coisa."

### Prêmios
Festival de Veneza - 2009
- Em competição - Seção Orizzonti

Festival do Rio - 2009
- Melhor direção
- Melhor fotografia

Festival de Cinema de Havana - 2009
- Melhor Som
- 3º Prêmio Coral de Ficção
- Prêmio FIPRESCI – International Federation of Film Critics

Festival Santa Maria da Feira - 2009
- Melhor Filme
- Melhor Filme pelos Cineclubistas

Festival SESC Melhores do Ano - 2010
- Melhor Filme pela Crítica

Festival Internacional de Documentários de Santiago do Chile - 2010
- Prêmio Especial do Júri

Festival de Cinema Brasileiro em Paris - 2010
- Melhor Filme
- Melhor Ator (Irandhir Santos)

Festival de Toulouse - 2010
- Grande Prêmio Coup de Coeur

6º Prêmio BRAVO! Prime de Cultura - 2010
- Melhor Filme

5º Prêmio Contigo! de Cinema - 2010
- Melhor Roteiro

3º Festival de Triunfo, 2010
- Melhor Longa-Metragem Nacional
- Melhor Roteiro de Longa-Metragem
- Melhor Montagem de Longa-Metragem
- Melhor Ator de Longa-Metragem (Irandhir de Souza)
- Melhor Fotografia de Longa-Metragem
- Melhor Direção de Longa-Metragem
- Melhor Filme